# Sunset Grooves
Sunset Grooves was een dancefestival op het strand van Hoek van Holland.
Het festival werd voor het eerst gehouden in 2008 en werd georganiseerd door Tridee met ondersteuning van Experience Projects & Events. Het festival werd gesponsord door Veronica en was gratis toegankelijk.

## 2008
Sunset Grooves 2008 was de eerste editie van het festival en werd gehouden op 23 augustus 2008. Er waren ongeveer 25.000 bezoekers en de line-up bestond uit Roog, Erick E, Lucien Foort en Leroy Styles.

## 2009
Sunset Grooves 2009 was de tweede editie van het festival en werd gehouden op 22 augustus 2009. De line-up bestond uit Roog, Lucien Foort, Sunnery James & Ryan Marciano, Jeroenski en Greg van Bueren.
Het festival werd rond 23:45 uur gestopt na een schietpartij waarbij één dodelijk slachtoffer viel, zes anderen raakten gewond. Het dodelijke slachtoffer en in elk geval twee van de gewonden werden geraakt door een politiekogel. Er waren eerder al diverse vechtpartijen en er was ook al eerder op de avond geschoten. De politie gaf voor zondag 23 augustus een negatief reisadvies voor het strand van Hoek van Holland.